# Дан, Кэте
Кэте Дан (Данелевич) (ивр. קטה דן‎, нем. Käte Danielewicz) (22 января 1890 — 15 февраля 1978) — предпринимательница, одна из первых основателей современных гостиниц в Израиле. Родилась в Берлине и иммигрировала в Израиль в 1922 году. Управляла принадлежащими организации «Хадасса» детским домом и гостиницей в Цфате. Через год, в 1923 году, она арендовала здание и организовала там собственную гостиницу, которая была разрушена в 1929 году в ходе беспорядков в подмандатной Палестине. В 1933 году Кэте покинула Цфат и открыла в Тель-Авиве новый отель, самый современный по тем временам, в котором было центральное отопление и телефоны в номерах.

## Биография
Кэте Данелевич (Käte Danielewicz) родилась в Берлине 22 января 1890 года в еврейской семье, в которой, кроме неё было ещё трое сестёр и один брат. Она окончила гимназию для девочек, где её любимым предметом была гимнастика. Отец умер в 1903 году, когда Кэте было 13 лет, и после окончания средней школы девушка стала работать секретарём, чтобы помогать семье.

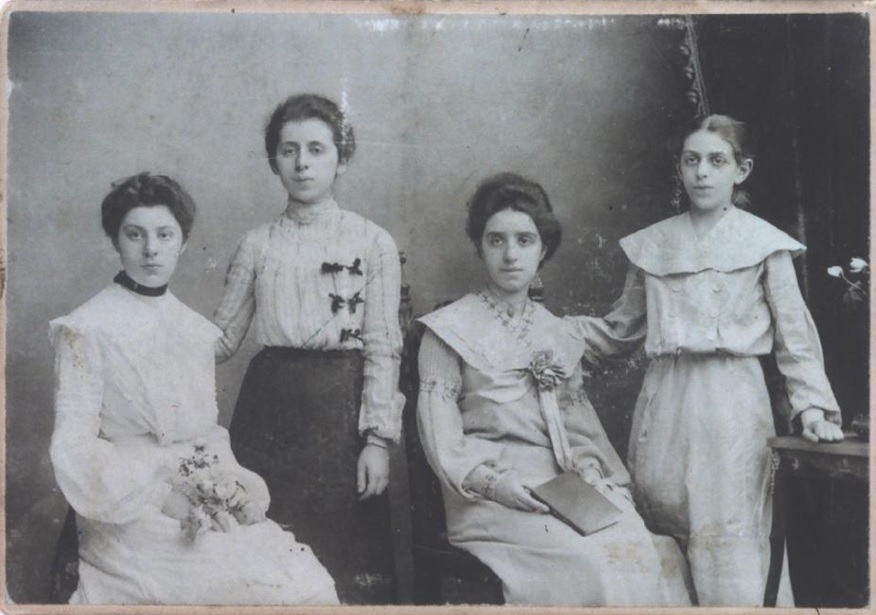
Сёстры Данелевич. Справа налево: Кэте, Хедвиг, Эльза, Клара

Она вступила в Немецкий гимнастический союз, но из-за своего еврейства столкнулась с отчуждением. Узнав о создании сионистского «Союза еврейских женщин по гимнастике и спорту», Кэте покинула немецкий гимнастический союз и стала активисткой еврейского спорта. Среди основателей Союза были Ханна Томашевская (впоследствии жена Артура Бирама), Хелена Коэн и Труди Леви. В своих воспоминаниях «История моей жизни», которые были переведены с немецкого языка на иврит её сыном Даном Розеном, она писала: «Как вознаграждение за своё кажущееся уродство, я всегда выказывала огромную энергию для особых достижений в разных областях». В те же годы Кэте столкнулась с сионистским учением и стала его восторженным приверженцем.
Она была послана с группой гимнасток на 11-й сионистский конгресс, проходивший в 1913 году в Вене, и участвовала там в соревнованиях по гимнастике и фехтованию. Марш сотен еврейских спортсменов перед участниками Конгресса способствовал укреплению сионистского самосознания. В своём некрологе на смерть Кэте Дан её подруга, архитектор Лотта Кон, отмечает, что самой важной частью характера Кэте была уверенность, сила, темперамент и особенное чувство юмора.

## Иммиграция в Израиль
Кэте решила реализовать свои сионистские убеждения и участвовать в строительстве еврейского государства, переехав в Палестину. Она сдала сертификационные экзамены на звание преподавателя по управлению домашним хозяйством. Получив приглашение на работу от нескольких местных жителей, среди которых был и мэр Тель-Авива Меир Дизенгоф, в возрасте 32 лет она иммигрировала в Эрец-Исраэль, 20 сентября 1922 года выехав на пароходе из Гамбурга.
Путешествие длилось пять недель. Когда Кэте прибыла на место, несколько месяцев она жила в Тель-Авиве, а затем получила первое предложение работы от организации «Джойнт»: организовать небольшую школу для девочек-сирот в Цфате. Позже «школа» стала «общежитием», управление которым фактически стало началом гостиничного бизнеса Кэте Дан в Израиле.

## Создание отеля в Цфате

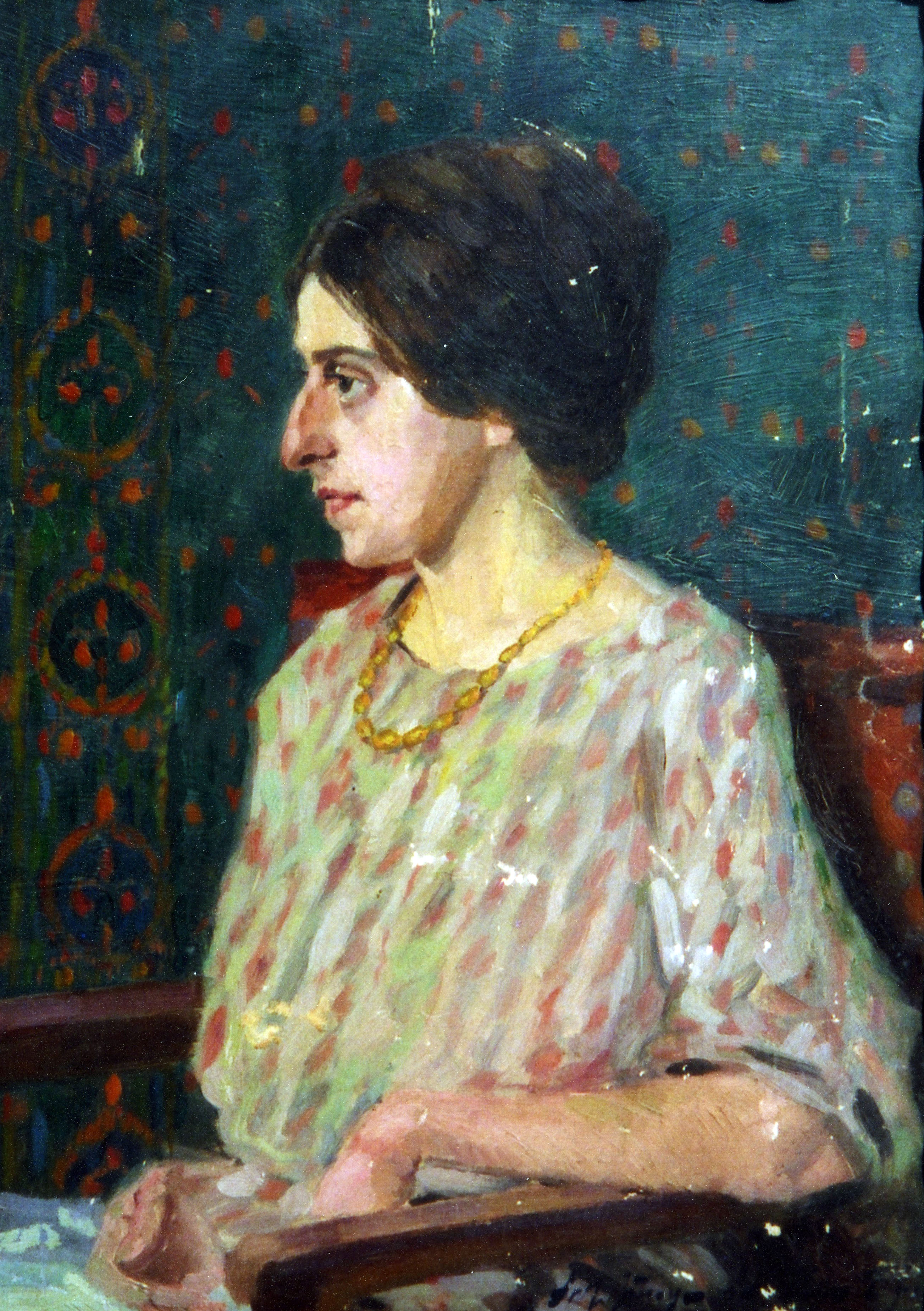
Портрет Кэте Дан работы художника Карла Юнг-Дёрфлера, мужа её сестры Хедвиг

В новообразованной школе собрались девочки в возрасте от 14 до 16 лет, практически без образования. Кэте пыталась организовать обучение, одновременно совершенствуя свой иврит. Год спустя девочки-сироты переехали в детскую деревню Меир Шфея, а Кэте Дан стала независимым предпринимателем. Она считала, что Цфат — прекрасное место отдыха для местных жителей и туристов, поскольку здесь были прекрасные виды и прохладная погода. Кэте Дан сняла шестикомнатный дом на главной улице и не без трудов обставила его. В обустройстве Кэте помогала подруга, архитектор Лотта Кон. Совместными усилиями новый отель стал красивым, хотя качество обслуживания туристов в нём оставляло желать лучшего: в номерах не было воды и электрического освещения.
В 1927 году Кэте Дан передала управление отелем своей берлинской подруге Лизе Арлозоров (сестре Хаима Арлозорова) и отправилась на учёбу в Женеву. Воспользовавшись этой поездкой, она также повидалась со своей семьёй в Германии (именно тогда был написан её портрет работы художника Карла Юнга-Дёрфлера).
Весной 1928 года Кэте Дан вернулась в Цфат. Она решила увеличить свою гостиницу, арендовав местный большой дом западного типа, из окон которого было видно озеро Кинерет. Перед домом был сад площадью в дунам, в котором Кэте решила сделать небольшое кафе. Дом находился в роще, и ко входу вела аллея из кипарисов. Арабский арендодатель согласился отремонтировать дом и надстроить над ним ещё один этаж. Несмотря на множество трудностей, Кэте сумела превратить здание в подобие сказочного дворца. Все комнаты были оборудованы водопроводными кранами, а в трубы вода поступала из специального резервуара. В гостинице также был установлен туалет с ватерклозетом, что для тогдашнего Цфата было несомненной новацией.

Герда Люфт, первая жена Хаима Арлозорова, подытожила вклад Кэте Дан в создание современного отельного бизнеса в Израиле: «Идея нового иммигранта из Германии состояла в том, что условия проживания туристов должны быть не только функциональными, но и комфортными. Ковры на полу и разноцветные шторы на окнах, скатерти на столах, столовое серебро на обедах позволяли гостям по разумной цене получить комфорт, который был возможен только в роскошных отелях, принадлежащих гостиничным сетям».

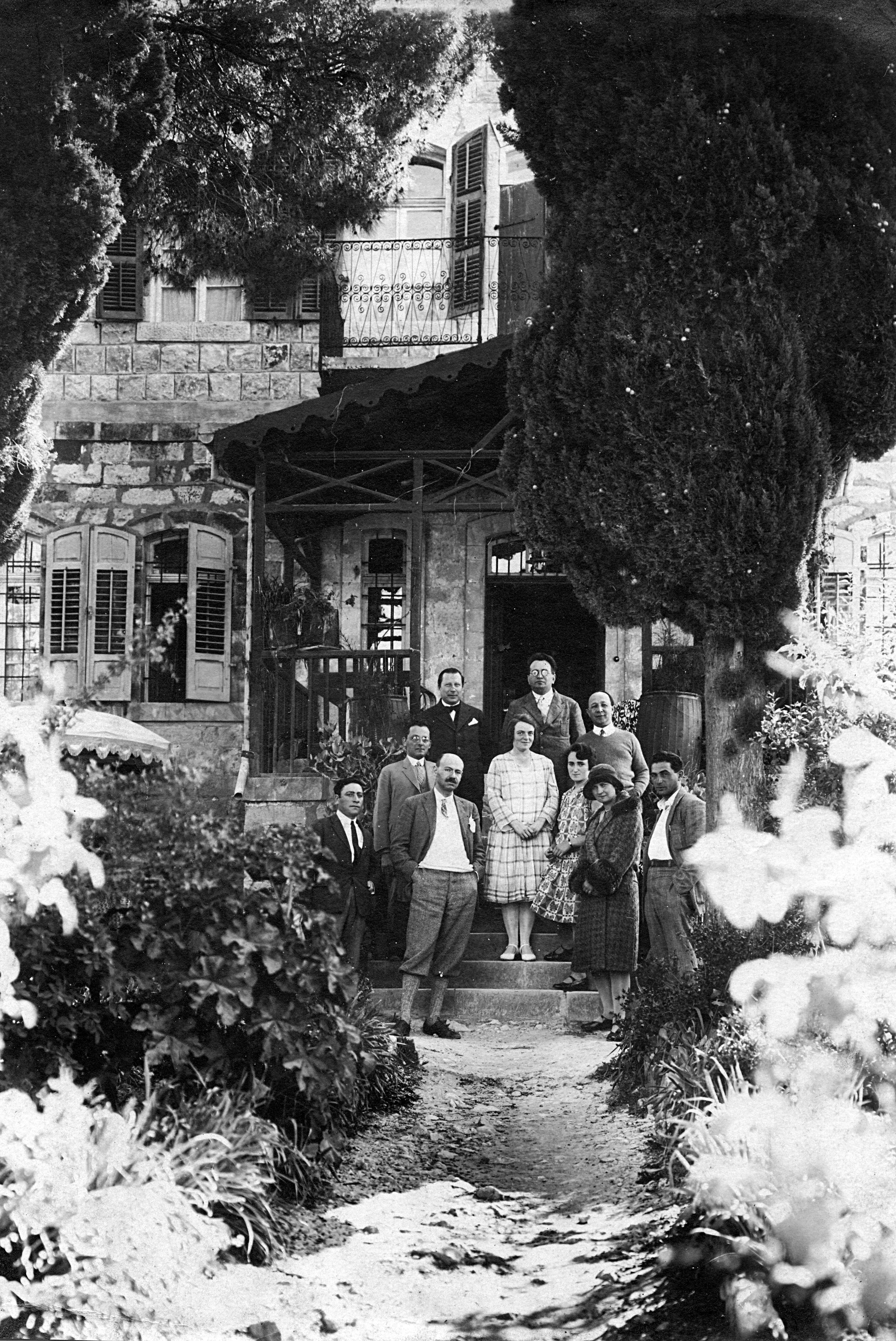
Хостель «Галилея» в Цфате, 1928

Цфат был излюбленным местом летнего отдыха благодаря своему прохладному климату и захватывающим пейзажам окрестностей. Известные личности, которые часто посещали это место, могли полноценно отдохнуть в приятной атмосфере маленького пансиона Кэте Дан. Вывеску для пансиона нарисовал известный архитектор Александр Бервальд, который спроектировал старое здание Техниона на горе Кармель. У многих гостей, которые неоднократно посещали пансион Кэте Дан, устанавливались дружеские отношения с его хозяйкой, благодаря чему в книге посетителей оставались впечатления и рисунки многих тогдашних знаменитостей. Так, поэт Хаим Нахман Бялик оставил в книге посетителей несколько стихотворений, которые впоследствии были включены в его сборники стихов.

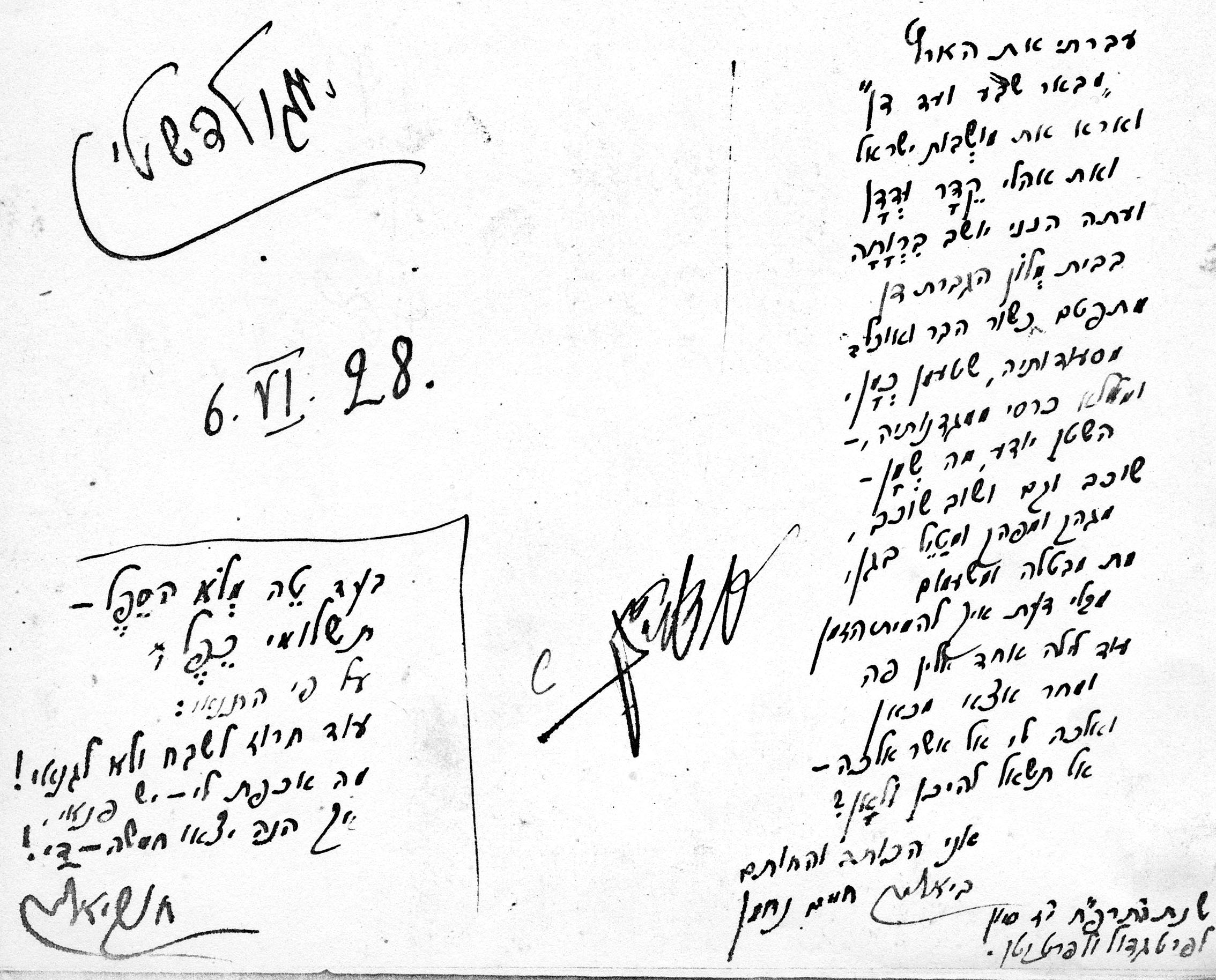

Среди гостей пансиона Кэте Дан были художники Герман Штрук, Реувен Рубин и Мане Кац.
Директор Англо-Палестинского банка в Лондоне Джозеф Коуэн (Joseph Cowen), который останавливался в отеле в Цфате, через Феликса Розенблита (Пинхаса Розена, который впоследствии стал шурином Кэте Дан) предложил ей расширить бизнес и организовать такие же отели, как в Цфате, также в Иерусалиме, Хайфе и Тверии. Но все эти предложения не воплотились в жизнь из-за арабских беспорядков 1929 года и смерти Джозефа Коуэна в 1932 году.

## Беспорядки 1929 года в Цфате
Арабские волнения начались в августе 1929 года в Иерусалиме и распространились на остальную часть страны. Демонстрации местных арабов в Цфате становились все более угрожающими, что затрудняло даже покупку основных товаров для отеля.
Казалось бы, постояльцам, находившимся тогда в отеле Кэте Дан, следовало немедленно покинуть и отель, и город. Однако британское правительство объявило передвижение по дорогам небезопасным, вследствие чего водители автобусов отказались выезжать и люди вместе со всеми еврейскими жителями Цфата оказались запертыми в городе. Правительство запретило не только выезд из Цфата, но даже телефонные звонки в другие города.
Полицейские в Цфате были арабами, и начальник полиции потребовал, чтобы евреи не покидали своих домов. Среди постояльцев отеля только один, архитектор Сиркин из Хайфы, имел оружие. Гости закрыли все окна, а у входных дверей установили охрану, но уже через четыре дня стало ясно, что опасность не уменьшается. Погромщики нападали на Еврейский квартал, из которого доносились взрывы бензиновых и нефтяных цистерн, выстрелы и крики жертв. Правительство не могло и не хотело защищать еврейских граждан от разъярённой толпы. Только после убийства 18 обитателей еврейского квартала начальник полиции отдал полицейским приказ стрелять в воздух. Это остановило убийства, но грабежи продолжались. Рядом с отелем находилось здание правительственных служб. Сюда были доставлены все 3 тысячи евреев Цфата, а также постояльцы отеля. Большинство из укрывшихся за стенами правительственного здания были старики и дети, у которых не было ни воды, ни еды.
Погромщики подожгли еврейский квартал, и он горел двое суток. По городу ходили банды арабов из окрестных деревень и занимались грабежом. В Цфат прислали небольшое количество солдат, что, однако, не изменило ситуацию. Двоим из англичан Кэте Дан сказала о том, что в оставленном отеле есть винный погреб, и они согласились сопровождать её в отель. Кэте наполнила машину едой, чтобы накормить хотя бы детей.
Три дня спустя ситуация стала успокаиваться, и евреи смогли покинуть своё укрытие. Кэте Дан пыталась помочь бездомным, организовала пункты питания и для сбора одежды и лекарств. Через месяц Кэте Дан была вынуждена покинуть Цфат навсегда после семи счастливых (по её воспоминаниям) лет, проведённых здесь.
По воспоминаниям самой Кэте Дан, в один день закончилась идеалистическая часть её жизни, и с переездом в Тель-Авив началась часть реалистическая. Чтобы успокоиться от психологической травмы, которую она пережила в Цфате, она решила съездить в Берлин, чтобы отдохнуть там и проведать семью, после чего вернуться в Палестину.

## Отель в Тель-Авиве

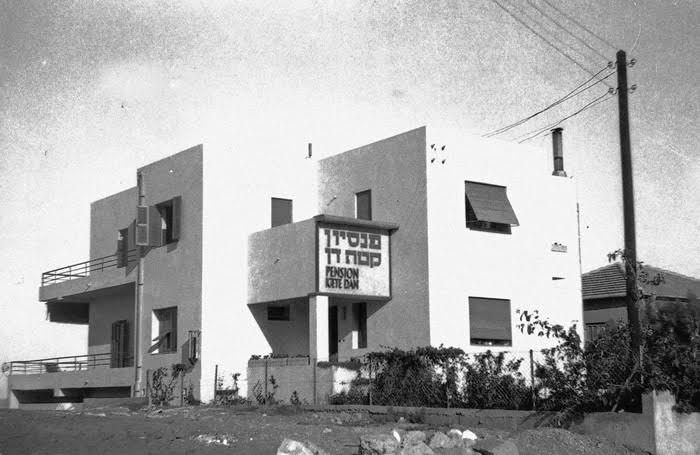
Отель «Кэте Дан» в Тель-Авиве, 1933

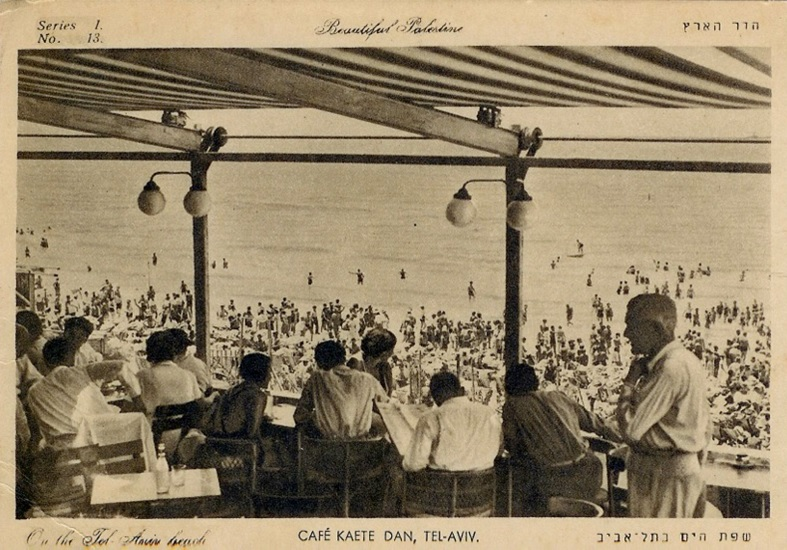
Кафе в отеле «Кэте Дан» в Тель-Авиве

Весной 1930 года Кэте Дан возвратилась в Израиль и для начала арендовала в Тель-Авиве здание гостиницы с восьмью комнатами, расположенное на пляже. Это было небольшое ветхое строение, единственным преимуществом которого была терраса с видом на море. Кэте Дан создала здесь приятную атмосферу, капитально отремонтировав здание и украсив его. Среди постоянных гостей здесь были Моше Змора, позже первый президент Верховного суда, и Феликс Розенблит (Пинхас Розен), впоследствии первый министр юстиции Государства Израиль и будущий тесть Кэте Дан. За два года эксплуатации старой гостиницы Кэте Дан подготовила все необходимое для строительства собственного отеля. Взяв кредит в Англо-Палестинском банке и Генеральном ипотечном банке, она купила земельный участок на улице Ха-Яркон, 97 в Тель-Авиве и построила там двухэтажное здание гостиницы по плану своей подруги, архитектора Лотты Кон. В своих мемуарах Лотта Кон писала, что обе подруги были очарованы мечтой построить лучший отель в городе.
26 сентября 1932 года городской совет Тель-Авива утвердил архитектурный план Лотты Кон по строительству пансиона «Кэте Дан», двухэтажного, с 14 комнатами и двумя балконами. Оплата работы архитектора Лотты Кон составила 5 % от общей суммы. Кэте Дан лично следила за техническим оснащением нового отеля и за совершенством внутреннего дизайна. 183 000 фунтов стерлингов были ассигнованы для установки сантехники и отопления, и ещё 36 000 фунтов стерлингов были потрачены на мебель. Мебель должна была быть не только функциональной, но также исключительно красивой. Материал для обивки был заказан за границей, как и многие предметы мебели и аксессуары, которые тогда в Палестине не производились, такие как наборы фарфоровой посуды, серебряные столовые приборы и прочее. В каждом номере был телефон; весь отель обогревался с помощью центрального отопления. На момент постройки в 1933 году «Кэте Дан» был самым современным отелем в Тель-Авиве. В марте 1933 года объявление о его открытии было опубликовано в журнале для еврейских иммигрантов в Палестину из Центральной Европы «Mitteilungsblatt», и даже был снят документальный киносюжет, где зрители могли увидеть кофейную террасу, танцпол, балконы и прекрасные номера с видом на море.
Это было время, когда Гитлер пришёл к власти в Германии и началась массовая иммиграция из центральной Европы. Вследствие этого гостиница была полностью занята, и в течение года Кэте Дан вернула все кредиты. На второй год она надстроила отель, добавив третий этаж. Немаловажным был и вопрос питания. Кухня отеля имела современное оборудование, здесь готовили европейские блюда, что облегчало акклиматизацию иммигрантов. Благодаря всему перечисленному «Кэте Дан» была образцовой палестинской гостиницей.
Вскоре после открытия отеля, в июне 1933 года, произошло трагическое событие — убийство Хаима Арлозорова. Арлозоров и его жена пообедали на террасе отеля, а затем вышли на пляж на короткую прогулку, где Арлозоров был застрелен.
Отель «Кэте Дан» стал центром культурной жизни Тель-Авива. Каждую пятницу по вечерам здесь проводились танцевальные вечера, на которые приезжали даже жители соседних городов. В 1936 году был организован Палестинский (впоследствии Израильский) филармонический оркестр под руководством Бронислава Губермана. Губерман проживал в отеле «Кэте Дан» и был проблемным постояльцем. Из-за его чувствительности к шуму во время его проживания никого не селили в соседние номера, а персонал проходил мимо его дверей на цыпочках. Кроме того, для лучшей звукоизоляции двери его комнаты были покрыты толстыми коврами.
В отеле проживали и другие знаменитые музыканты, Артуро Тосканини и Феликс Вайнгартнер. Но они вели себя более сдержанно, и их присутствие в отеле радовало всех посетителей. Так, Исай Добровейн во время своего проживания запомнился тем, что попросил занести в его номер пианино, на котором играл, развлекая замечательной музыкой гостей и персонал.
Начало Второй мировой войны изменило характер жизни в отеле. В ходе бомбардировки Тель-Авива итальянскими самолётами 9 сентября 1940 года отель был повреждён осколками бомб, которые разрушили стеклянную крышу зала и лестничного колодца. После этого 22 постояльца были переселены в другой отель, а нижний этаж был полностью отремонтирован. Между тем в результате военных действий прекратился как зарубежный, так и внутренний туризм, и гостями отеля были только британцы и австралийцы.

## Гости отеля
Отели Кэте Дан в Цфате и в Тель-Авиве были любимыми местами для отдыха и встреч многих видных личностей и деятелей еврейского ишува в 1920-х годах. Среди постояльцев были: поэт Хаим Нахман Бялик, экономист и социолог Франц Оппенгеймер, архитектор Александр Бервальд, покупатель земель в Галилее, один из основателей организации «Ха-Шомер», один из лидеров Хаганы Иосиф Нахмани, археолог Нахум Слущ, профессор Еврейского университета Элиэзер Липа Сукеник, Яков Исраэль де Хаан, Хаим Маргалиот-Кальварийский, композитор Эрих Вальтер Штернберг, писатель Натан Быстрицкий (Агмон), Залман Давид Левонтин и многие другие.

## Семья
В 1934 году Кэте Дан вышла замуж за Иосифа Розенблита (позже Розена), брата Пинхаса Розенблита (Пинхаса Розена). Её сын Дан Розен родился в 1935 году. В 1937 году Кэте Дан поехала с сыном в Бельгию на курорт, чтобы встретиться там со своей семьёй и познакомить родителей с внуком, поскольку она боялась приезжать в Германию. Её последняя поездка на родину состоялась в 1938 году, когда она на несколько дней отправилась навестить свою больную мать в Дюссельдорфе.
Её семья не покинула Германию. Мать умерла в 1940 году, две её сестры были отправлены в минское гетто, где и погибли. Одна из её сестёр Хедвиг, одна из первых в Германии женщин-врачей, вышла замуж за художника Карла Юнг-Дёрфлера и перешла в христианство, что, однако, их не спасло. Поскольку по Нюрнбергским расовым законам такая семья считалась еврейской, Карл со своей женой и с сестрой Эльзой был выслан в минское гетто, где все они были убиты в 1941 году. Третья сестра Кэте, Клара, также была замужем за христианином. Они пытались сбежать из Германии и погибли во время бомбардировки. Единственным выжившим из членов семьи Кэте Дан был её брат Рихард, который приехал в Палестину за две недели до Хрустальной ночи в 1938 году. Он иммигрировал со своей старшей дочерью Лотте (позже Лотте Ноам).

## Экспроприация и продажа отеля
В 1943 году, когда отель был полностью забронирован, Кэте Дан получила от британских военных властей приказ об экспроприации отеля для штаба Королевских ВВС. Все попытки отменить приказ, в том числе предпринятые на высшем уровне, были безрезультатными, и во второй раз в её карьере деятельность Кэте Дан в сфере гостиничного бизнеса была прервана.
После войны отель вернули хозяйке, но попытки возродить его былую славу оказались неудачными. Потеряв всякую надежду, Кэти Дан продала здание ВИЦО, а в 1947 году его купили братья Самуэль и Иекутиэль Федерманы, которые решили построить на этом месте новую современную гостиницу, которая унаследовала бы славу и имя прежней. Во время сноса старого здания Иекутиэль Федерман организовал торжественное мероприятие в честь Кэте Дан, где высоко оценил её деятельность. Название прежнего отеля не только сохранилось, но дало имя целой процветающей ныне гостиничной сети. В холле тель-авивского отеля «Дан» посетители видят увеличенную фотографию прежнего отеля «Кэте Дан».
После продажи отеля Кэте Дан переехала со своей семьёй в Хайфу, где её сын Дан Розен начал учёбу в Технионе. Её муж, Йосеф Розенблит, скончался в 1953 году. Кэте Дан жила в Хайфе, занималась волонтёрской деятельностью, училась живописи у Цви Майровича и вступила в Союз художников. Ката Дан умерла в возрасте 88 лет в 1978 году и была похоронена в Хайфе.